# Melinaea messatis
Melinaea messatis är en fjärilsart som beskrevs av William Chapman Hewitson 1855. Melinaea messatis ingår i släktet Melinaea och familjen praktfjärilar. Inga underarter finns listade i Catalogue of Life.